# Nikol, povjerljivo
Nikol, povjerljivo je hrvatska web serija, serija snimana isključivo za internet. U formatu je videodnevnika.  Serija je počela s emitiranjem 20. ožujka 2012. godine na Novoj TV. Snimljena je na temelju televizijske serije Larin izbor, kao spin-off te serije.

## Glumačka postava

### Glavne uloge
| Glumac/ica        | Lik                     | Sezona |
| ----------------- | ----------------------- | ------ |
| Jagoda Kumrić     | Nikolina "Nikol" Zlatar | 1      |
| Božidar Smiljanić | Knjižničar              | 1      |
| Frane Perišin     | Tonči Zlatar            | 1      |